# Rogerio Chequer
Rogerio Chequer Ramalho Machado (São Paulo, 12 de abril de 1968) é um engenheiro de produção, empresário, ativista político, foi colunista da Folha de S.Paulo e cofundador do Movimento Vem Pra Rua. Desde setembro de 2014, o movimento levou mais de 7,5 milhões de pessoas às ruas em todo o Brasil contra a corrupção, nos Protestos contra o Governo Dilma Rousseff.
É sócio da empresa de comunicação SOAP e membro do Políticos.org, um site que analise e faz um ranking a atuação dos parlamentares brasileiros.
Em dezembro de 2017, afastou-se das atividades do Movimento Vem pra Rua para tornar-se pré-candidato ao Governo do Estado de São Paulo pelo Partido Novo. Em convenção do NOVO oficializou sua candidatura ao lado de sua Vice Andrea Menezes.

## Biografia
Nascido em São Paulo, graduou-se em Engenharia de produção pela Escola Politécnica da Universidade de São Paulo (POLI). Iniciou sua carreira em 1992 no Deutsche Bank, onde trabalhou por sete anos, com atuação nacional e internacional.
Começou sua carreira como trainee e após três anos foi promovido à administração dos fundos de investimento do banco no Brasil. Em 1997 foi convidado a trabalhar no Deutsche Bank de Nova York, onde administrou recursos em trinta mercados emergentes como China, Índia, Leste Europeu e África do Sul.[carece de fontes?]
Em 1999, fundou com sócios a gestora 'Discovery Capital Management e, em 2006, a gestora Atlas Capital, ambas dedicadas a investimentos em mercados emergentes em todos os continentes do mundo. No ano seguinte, lançou nos Estados Unidos a State Of Art Presentations (SOAP), empresa brasileira especializada em comunicação corporativa.
Em 2012, após 15 anos morando nos Estados Unidos, retornou ao Brasil para dedicar-se às atividades na SOAP Brasil, preparando executivos e empresas para momentos estratégicos corporativos.
Em 2015, participou do Programa Roda Viva
Como comunicador, palestrante e ativista político, realizou apresentações em eventos como TED (conferência) e Brazil Conference at Harvard & MIT.
É autor dos livros DETONE e Vem pra Rua.

## Partido Novo
Em dezembro de 2017, afastou-se do Movimento Vem pra Rua e aceitou o convite do Partido Novo para ser o pré-candidato ao Governo do Estado de São Paulo nas eleições de 2018.
No NOVO, os candidatos passam por rigoroso processo seletivo que exige Ficha Limpa e alinhamento com os valores do partido. O processo de transparência e responsabilidade se inicia antes do candidato assumir o seu mandato: por discordar do financiamento de campanhas eleitorais pelo Fundo Partidário.
Em julho de 2018 foi oficializado como candidato a governador do estado de São Paulo tendo como vice Andrea Menezes pelo partido NOVO.

## Visões políticas
Em março de 2017, em uma entrevista ao El País defendeu o projeto original do Ministério Público Federal das 10 Medidas contra a corrupção. No mesmo ano, ainda enquanto ativista contra corrupção, posicionou-se contra a anistia ao caixa 2 e ao foro privilegiado. Também se manifestou contrário ao aumento do financiamento público de campanha; e à adoção de listas fechada — definidas pelos partidos —  na eleição de deputados federais, estaduais e vereadores.
Em 2017, foi colunista da Folha de S.Paulo, publicando semanalmente sobre a conjuntura política brasileira e possíveis saídas para os impasses criados a partir da era PT. Ao longo de seus 33 artigos, reforçou a necessidade de renovação política e o desaparelhamento da máquina pública.
Em setembro de 2018, durante uma entrevista ao G1 e CBN defendeu o fim da impunidade, e o apoio à Operação Lava Jato. Tem como principal pauta política o combate à corrupção no Brasil e a impunidade.

## Vida pessoal
É descendente de sírio-libaneses pelo lado materno.

## Publicações
- Vem pra rua: a história do movimento popular que mobilizou o Brasil, ISBN 9788582302798
- Detone. Você em alta performance nos momentos decisivos.